# Gas respirable
En submarinisme, un gas respirable és la mescla gasosa homogènia formada per oxigen i un o dos gasos inerts que s'utilitza per possibilitar la respiració dels bussos. També s'utilitzen gasos respirables en altres àmbits com submarins o naus espacials tripulades.
En les escafandres, s'utilitzen gasos respiratoris en aparells autònoms de circuit semitancat, circuit tancat o un circuit mixt anomenat recirculador perquè una part o tot el gas és recirculat per un depurador que reté el diòxid de carboni.
S'utilitzen en activitats de submarinisme professional amb alimentació de la superfície, submarinisme de saturació, habitatges submarins i laboratoris hiperbàrics.
Els gasos inerts que s'utilitzen són el nitrogen, l'heli, el neó i l'hidrogen. La mescla resultant d'oxigen amb aquests gasos també es pot anomenar "mescla sintètica". Les mescles sintètiques es fan servir en el submarinisme per evitar accidents de submarinisme com ara el mal de fondària, la hiperòxia o la síndrome nerviosa d'alta pressió.
Segons el nombre de components principals d'un gas respirable, pot ser:
- Una mescla binària (amb dos components), com ara el Nitrox (nitrogen i oxigen), l'Hídrox (hidrogen i oxigen) i l'Heliox (heli i oxigen).
- una mescla terciària (amb tres components), com ara el Trimix (heli, nitrogen i oxigen) i l'Hidreliox (hidrogen, heli i oxigen).